# Tomotaka Kitamura
Tomotaka Kitamura (北村 知隆 Kitamura Tomotaka?), född 27 maj 1982 i Mie prefektur, är en japansk före detta fotbollsspelare.
Kitamura började sin karriär 2001 i Yokohama FC. 2007 flyttade han till Montedio Yamagata. Efter Montedio Yamagata spelade han för Veertien Kuwana. Han avslutade karriären 2013.